# Lipararchis
Lipararchis é um gênero de mariposa pertencente à família Crambidae.